# Keratella australis
Keratella australis är en hjuldjursart som beskrevs av Berzinš 1963. Keratella australis ingår i släktet Keratella och familjen Brachionidae. Inga underarter finns listade i Catalogue of Life.